# نورمان وايتهيد
نورمان وايتهيد (بالإنجليزية: Norman Whitehead)‏ (22 أبريل 1948 بليفربول في المملكة المتحدة - ) هو لاعب كرة قدم بريطاني في مركز جناح ‏. لعب مع غريمسبي تاون ونادي روتشديل ونادي روذرهام يونايتد ونادي ريل ونادي ساوثبورت ونادي تشستر سيتي.

## وصلات خارجية
- نورمان وايتهيد على موقع قاعدة بيانات كرة القدم.إي يو (الإنجليزية)